# Rompecabezas deslizantes
Un rompecabezas deslizante o rompecabezas de piezas deslizantes es un rompecabezas que reta al usuario a deslizar piezas (generalmente planas) a lo largo de rutas (normalmente sobre un tablero) para llegar a una configuración determinada final. Las piezas a mover pueden ser simples formas rectangulares o pueden tener colores, patrones, partes de una imagen mayor, números o letras.
Los rompecabezas deslizantes son esencialmente bidimensionales, incluso si las partes mecánicas que ayudan a deslizar las piezas son tridimensionales. Como se muestra en este ejemplo, algunos puzles deslizantes pueden ser rompecabezas mecánicos. Sin embargo los accesorios mecánicos no son en general indispensables, de forma que se puede encontrar un rompecabezas equivalente usando piezas planas sobre un tablero plano.
Una regla importante es que las piezas no pueden levantarse del tablero. Esto los diferencia de los rompecabezas de reordenamiento. Así, encontrar movimientos y las líneas de avance abiertas por cada paso en la dimensión bidimensional del tablero determinan la naturaleza del rompecabezas.
El rompecabezas deslizante más antiguo que se conoce es el Juego del 15, inventado por Noyes Chapman en 1880. A menudo se atribuye erróneamente a Sam Loyd el hacer popular este rompecabezas con su versión imposible del Juego del 15, pero fue Chapman quien desató la locura a principios de dicha década.
De los años 50 a los 80 los rompecabezas deslizantes basados en letras para formar palabras fueron muy populares. Este tipo de rompecabezas tienen varias soluciones, como puede verse en ejemplos como Ro-Let (un juego del 15 basado en letras), Scribe-o (4x8), y Lingo.
El Juego de 15 ha sido digitalizado (como videojuego de rompecabezas) y hay ejemplos disponibles en línea que permiten jugar gratuitamente. Algunas versiones se parecen a los puzles jigsaw en que el objetivo es formar una imagen en la pantalla, pero en general el objetivo es siempre ordenar según números en cada pieza

## Galería

Un Juego del 15 resuelto.
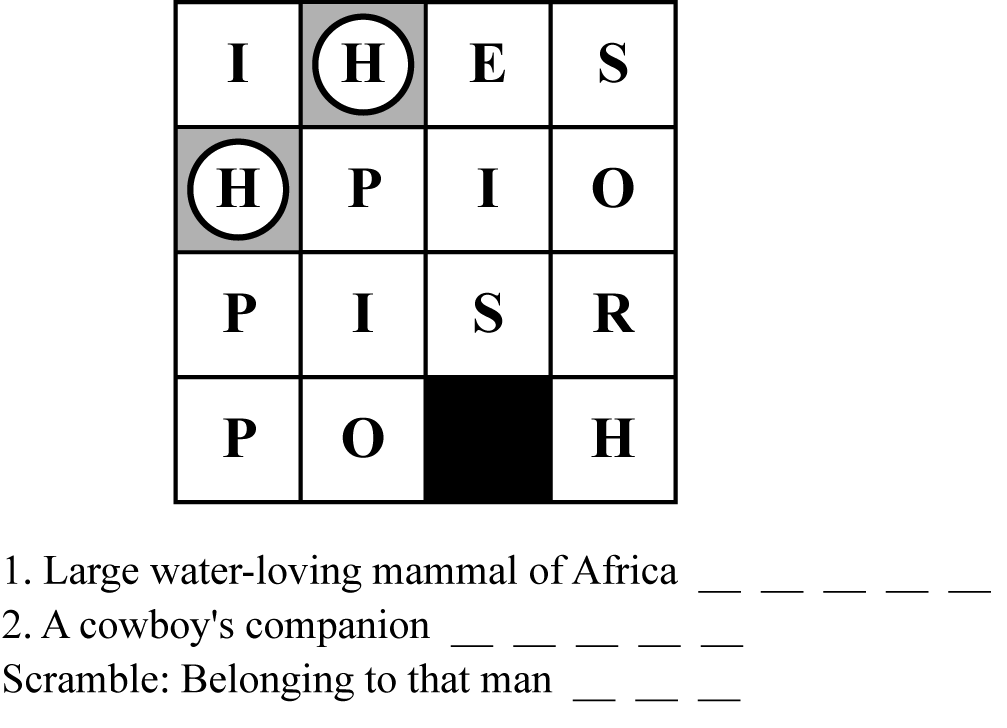
Un rompecabezas que usa palabras.
Un rompecabezas 3x3 en el que el objetivo es reconstruir una imagen.
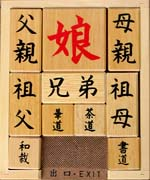
El rompecabezas Klotski

## Ejemplos de rompecabezas deslizantes
- Juego del 15
- Klotski
- Sokoban
- 2048